# Ventotene (isla)

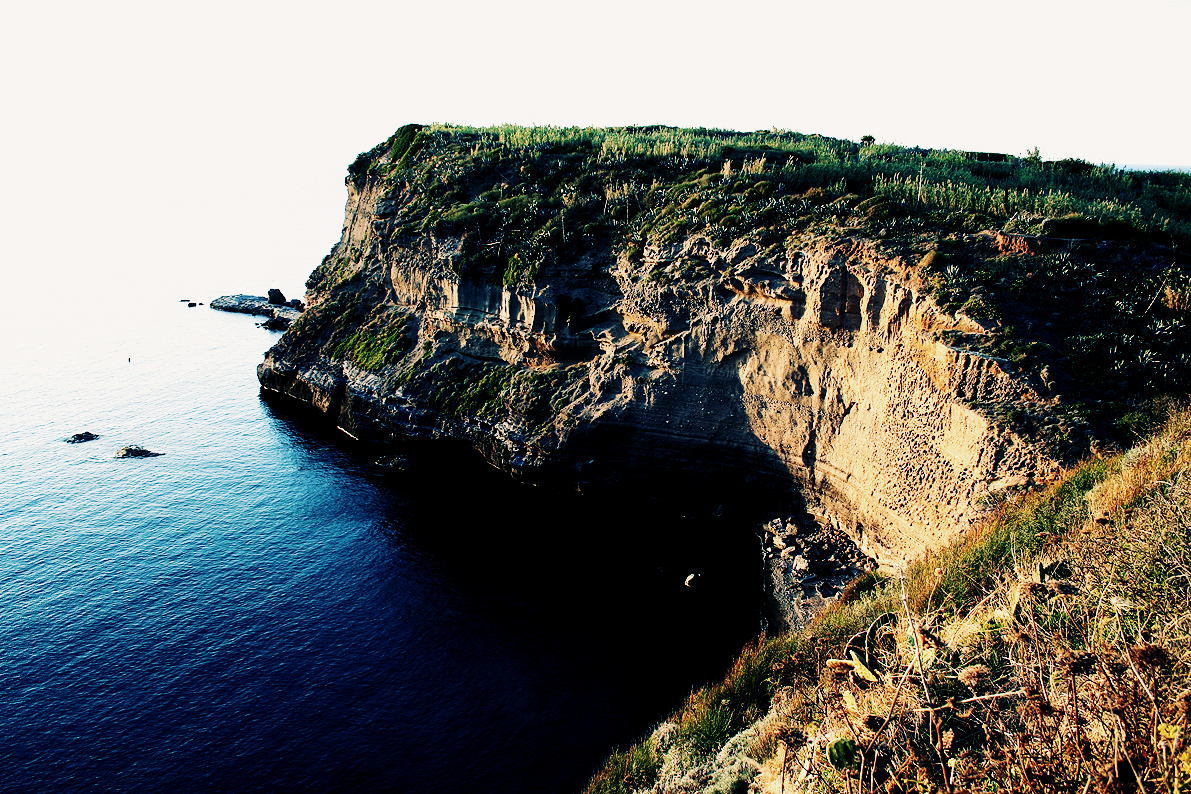
Costa de la isla de Ventotene.

La isla de Ventotene es una pequeña isla italiana de origen volcánico. Pertenece al archipiélago de las islas Pontinas, en el mar Tirreno. Se ubica al oeste de Campania.
Tiene un área de 1,54 km², con una longitud de tres kilómetros y un ancho máximo de 800 metros, cuenta con 722 habitantes. Administrativamente es parte del comune de Ventotene, en la Región del Lacio, y su única población se llama también Ventotene.
En la Antigüedad fue conocida como Pandataria o Pendateria (que suele ser interpretado como una forma griega que significaría "cinco bestias") nombre que pasó a Ventatere en la Edad Media y de allí al actual.
Con una economía orientada a la pesca, sirvió también como lugar de destierro desde los tiempos de la Antigua Roma, pero también bajo los Borbones de Nápoles y durante el fascismo. Entre los desterrados por este último régimen figuran los redactores del Manifiesto de Ventotene, uno de los textos fundadores del federalismo europeo.
En la actualidad es parte, junto a la vecina y deshabitada Isla de Santo Estéfano, de una zona marítima protegida y por lo tanto muy apreciada para la práctica del buceo.

## Pandataria
Pandataria también es conocida por ser el lugar al que fueron exiliados algunos personajes ligados a la familia imperial durante el Imperio romano. Entre ellos se encuentran las siguientes mujeres:
- Julia la Mayor fue exiliada por su padre, el emperador Augusto, acusada de adulterio.
- Agripina la Mayor, hija de Julia, fue exiliada por el emperador Tiberio acusada de conspiración. Ella era la mujer de su sobrino Germánico.
- Las hermanas Julia Livila y Agripina la Menor, hijas de Agripina la Mayor, fueron exiliadas por su hermano Calígula cuando éste fue emperador. Ambas fueron acusadas de conspiración.
- Octavia fue exiliada por su marido Nerón cuando éste fue emperador. La acusación estaba ligada al adulterio.
- Flavia Domitila, esposa de Flavio Clemente, cónsul el año 95, sobrino del emperador Vespasiano.